# 석모대교
석모대교(席毛大橋)는 인천광역시 강화군 석모도(삼산면 석모리)와 강화도(내가면 황청리)를 연결하는 다리이다. 삼산연륙교라고도 한다.
강화-삼산 연결도로는 길이 1.41 km의 석모대교와 다리 양쪽의 접속도로 130 m를 합쳐 총 1.54 km이고, 887억 원의 사업비가 투입되어 2017년 6월 28일 정식 개통하였다.

## 연혁
- 2012년 12월 24일 : 착공[1]
- 2017년 6월 28일 : 개통[2]

## 같이 보기
- 석모도
- 교동대교
- 영흥대교